# Куропалат

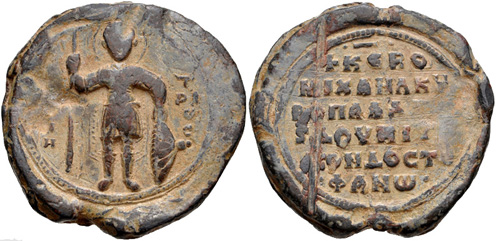
Свинцовая печать Михаила Контостефаноса, куропалата и дуки Антиохии; около 1055 года

Куропалат (греч. κουροπαλάτης, от лат. cura palatii «смотритель дворца») — византийский придворный чин.
Первоначально — командующий дворцовой стражей, позже — почётная должность. Должность появилась в IV веке. В «Истории» Аммиана Марцеллина упоминается куропалат Сатурнин, который в 361 году был осуждён Халкидонской судебной комиссией, созванной пришедшим к власти Юлианом Отступником. Должность куропалата продолжала существовать после этого около тысячи лет в византийской системе управления и исчезла в правление династии Палеологов.
Куропалатами были византийский писатель Георгий Кодин и историк Иоанн Скилица. Этот же титул носили некоторые правители Грузии и Армении: Гуарам I (первый из грузинских правителей, получивших от императоров Византии титул куропалата), Давид III Великий, Ашот I и другие.

## Некоторые куропалаты
- Смбат VI куропалат
- Гуарам I куропалат
- Ашот I куропалат
- Ашот II куропалат
- Давид III куропалат
- Баграт I куропалат
- Баграт III куропалат
- Баграт IV куропалат
- Адарнасе IV куропалат
- Адарнасе V куропалат
- Мануил Комнин куропалат